# Palacio Sponza

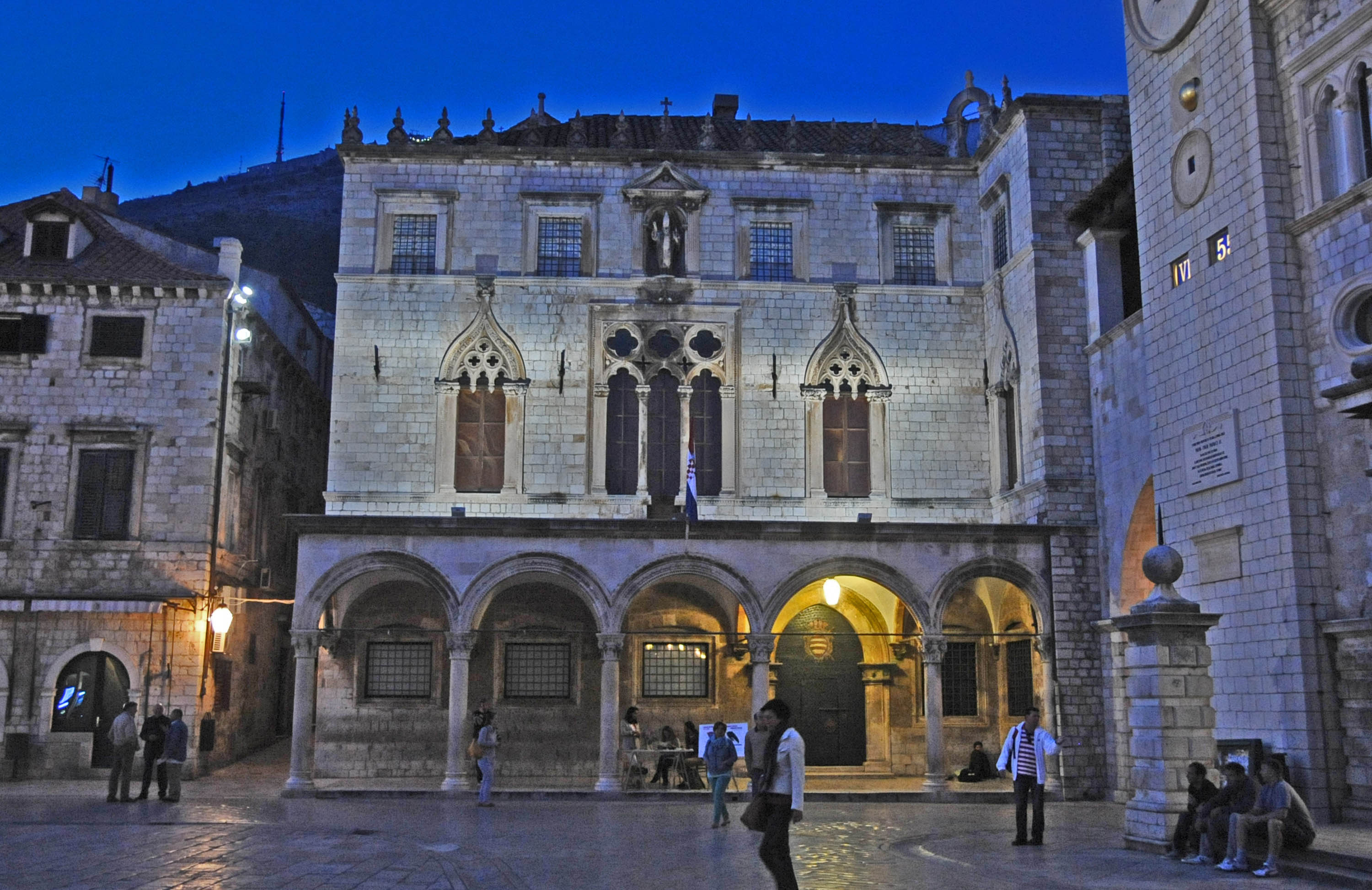
Palacio Sponza al anochecer

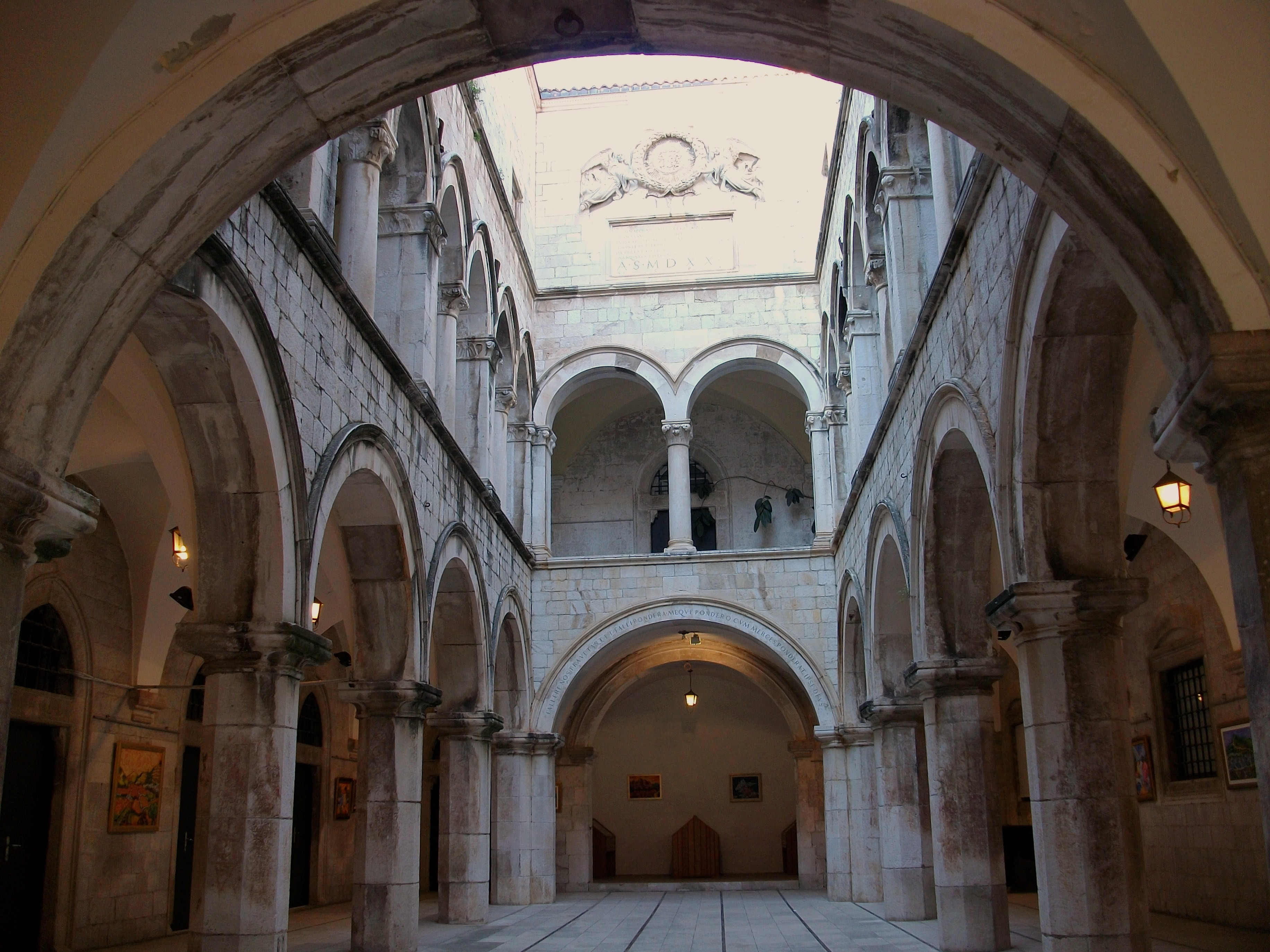
El atrio del palacio

El Palacio Sponza ( en croata: Palača Sponza  ; en italiano: Palazzo Sponza   ), también llamado Palacio Divona (de dogana, costumbre), es un palacio del siglo XVI situado en Dubrovnik, Croacia. Su nombre deriva de la palabra latina spongia, palabra que se refería al lugar donde se recogía el agua de lluvia.
El palacio es un edificio rectangular con patio interior y fue construido en estilo mixto gótico y renacentista entre 1516 y 1522 por Paskoje Miličević Mihov. El patio exterior y las esculturas fueron realizadas por los hermanos Andrijić y otros canteros.
El palacio ha cumplido diversas funciones públicas a lo largo de la historia, entre ellas, la de: oficina de aduanas y depósito aduanero, casa de la moneda, armería, tesorería, banco y escuela. Pero finalmente se convirtió en el centro cultural de la República de Ragusa con la fundación de la Academia dei Concordi, una academia de literatura , en el siglo XVI. Sobrevivió al terremoto de 1667 sin daños. El atrio del palacio servía como centro comercial y lugar de reuniones de negocios. Una inscripción en un arco da testimonio de su función pública como aduana usada para pesar las mercancías que entraban a la ciudad:

"Nuestro peso no admite engaños. Cuando mido bienes, Dios mide conmigo."
El palacio alberga actualmente el Archivo Estatal de Dubrovnik, que contiene documentos que datan del siglo XII, el más antiguo de 1022. Estos archivos, incluyen más de 7000 volúmenes de manuscritos y alrededor de 100 000 manuscritos individuales que se conservaban anteriormente en el palacio del Rector .
La plaza Luža, situada frente delante al palacio, se utiliza para la ceremonia de apertura del Festival de Verano de Dubrovnik . El propio Palacio Sponza también se utiliza como lugar de espectáculos.
El atrio del palacio es la base del modelo de gráficos por computadora en 3D "Atrio Sponza", creado para un concurso de renderizado pero que ahora sirve como un modelo de referencia ampliamente utilizado para la renderización de iluminación global.